# Alma Dufour
Pour les articles homonymes, voir Dufour.
Alma Dufour, née le 6 mai 1990 à Auch (Gers), est une militante écologiste et femme politique française, membre de La France insoumise. Depuis 2022, elle est députée de la quatrième circonscription de la Seine-Maritime.

## Biographie

### Jeunesse et débuts professionnels
Elle est née le 6 mai 1990 à Auch, dans le Gers, en France. Elle grandit dans le 20e arrondissement de Paris, où sa mère vit en HLM. Son père est haut-fonctionnaire, rapporteur à la Cour nationale du droit d’asile,.
Au lycée, elle est scolarisée à la Maison d'éducation de la Légion d'honneur, à Saint-Denis.
En 2012, elle est diplômée d’une licence de droit à l’université Panthéon-Sorbonne, formation qu’elle complète par un master en géopolitique, puis en sciences de l’environnement à l’AgroParisTech jusqu’en 2015. Elle gagne sa vie comme employée chez Suez, puis comme serveuse, tout en travaillant auprès du Bureau européen de l'environnement (BEE) à Bruxelles sur l'économie circulaire (Négociation de la Directive Cadre sur les déchets).

### Vie privée
Alma Dufour est ouvertement lesbienne. Elle a décidé cependant de ne pas s'engager fortement dans la militance LGBTQI.

### Engagements politiques et écologistes
En 2012, elle vote pour François Hollande à l’élection présidentielle, puis s’engage en 2013 aux Amis de la Terre, au sein desquels elle est chargée de campagne.
En 2015, pendant la COP21 à Paris, elle rejoint le mouvement Alternatiba/Action non-violente COP21. Elle devient ensuite salariée des Amis de la Terre France en tant que porte-parole, de 2017 à janvier 2021. À partir de la fin 2018, Alma Dufour prend part au mouvement des Gilets jaunes au cours duquel elle déclare avoir été victime de violences policières.
En parallèle de cet engagement, Alma Dufour mène également des actions de lobbying institutionnel. Sous son impulsion, les Amis de la Terre soutiennent les luttes locales contre une douzaine de projets d’implantation de méga entrepôts Amazon en France, notamment le projet de Petit-Couronne en Seine-Maritime. Entre 2019 et 2022, elle participe à des actions de blocage de sites Amazon et d’occupation de terrain, jusqu'à l’abandon de cinq de ces projets par la multinationale,. Elle porte également sur le devant de la scène l’étude des économistes Ano Kuhanathan et Florence Mouradian, étude avancant que les multinationales du e-commerce sont responsables de la destruction de 82 000 emplois en France,.
Dans la droite ligne de cette expérience de lutte contre Amazon, Alma Dufour décide de se spécialiser dans les interactions entre écologie et emploi. Elle combat l'idée que l’écologie pourrait être une cause de destruction d’emplois et lutte ainsi contre les délocalisations d’activités, ; notamment au sein du collectif  Plus Jamais ça !, qui associe Greenpeace, Les Amis de la Terre, ATTAC et des syndicats : CGT, Confédération paysanne, Solidaires, FSU.
En janvier 2021, elle choisit de quitter ses fonctions de chargée de campagne et de porte-parole des Amis de la Terre pour rejoindre La France insoumise et soutenir la campagne présidentielle de Jean-Luc Mélenchon.

### Députée
En janvier 2022, elle s’installe en Normandie et est désignée en mai candidate de la Nouvelle Union populaire écologique et sociale (la NUPES), dans la quatrième circonscription de la Seine-Maritime, et est élue députée. Elle devient membre de la commission des Finances de l'Assemblée nationale.
À partir de décembre 2022, elle est responsable de l’animation du pôle d’« agit-prop » au sein de LFI.

#### Élections législatives de 2024
À la suite de la dissolution de l'Assemblée Nationale en 2024, elle est de nouveau candidate, soutenue par le Nouveau Front populaire, toujours dans cette quatrième circonscription de la Seine-Maritime. Elle semble distancée au premier tour, à 7 points derrière l’extrême droite. Elle réunit 32.65% des suffrages exprimés, contre 39.08% pour son adversaire du Rassemblement national. Un troisième candidat, le candidat Horizons, Laurent Bonnaterre, rassemble, quant à lui, 24.71% des suffrages, soit 13 120 voix, rendant possible sa participation au second tour. 
Elle est réélue à ce second tour une semaine plus tard, le 7 juillet 2024, bénéficiant d’un bon report de voix du candidat de la majorité présidentielle sortante, Laurent Bonnaterre, qui s'est volontairement retiré. « Je connais l’homme et je sais que ses valeurs ne sont pas compatibles avec le RN. Nous avons nos différences, on s’affronte parfois, mais on se respecte », précise-t-elle. Les électeurs de ce candidat ont eux aussi respecté la logique du front républicain pour faire barrage au Rassemblement national. Elle l'emporte ainsi avec 52,51 % des voix dans ce duel, passant de 17 335 à 26 194 voix sur son nom. Son adversaire obtient, lui, 47,49 % des suffrages exprimés.